# The Marshall Mathers LP
The Marshall Mathers LP là album phòng thu thứ ba của rapper người Mỹ Eminem, phát hành vào ngày 23 tháng 5 năm 2000 bởi Interscope Records và Aftermath Entertainment. Được thu âm trong gần mười tháng tại một số phòng thu quanh Detroit, nội dung ca từ của đĩa nhạc mang tính chất nội tâm và phản ánh suy nghĩ của Eminem về sự nổi tiếng, những lời chỉ trích nhắm đến âm nhạc của anh và sự xa lánh từ gia đình. Tương tự như album trước The Slim Shady LP (1999), The Marshall Mathers LP vấp phải nhiều tranh cãi bởi phần lời được cho là bạo lực, kỳ thị người đồng tính và kỳ thị nữ giới, cũng như ám chỉ đến vụ thảm sát Trường Trung học Columbine năm 1999 trong một số bài hát. Đệ Nhị Phu nhân tương lai Lynne Cheney chỉ trích phần ca từ là kỳ thị và kích động bạo lực đối với phụ nữ tại một phiên điều trần của Thượng viện Hoa Kỳ, trong khi Chính phủ Canada cân nhắc việc từ chối cho Eminem nhập cảnh vào nước này. Đây là một bản thu âm Midwest hip-hop, horrorcore và hardcore hip-hop, trong đó nam rapper đồng sản xuất hầu hết những bản nhạc và hợp tác với nhiều nhà sản xuất khác nhau, bao gồm Dr. Dre, Mel-Man, F.B.T. và The 45 King.
The Marshall Mathers LP có sự tham gia góp giọng của Dido, RBX, Sticky Fingaz, Dina Rae, Bizarre, Dr. Dre, Snoop Dogg, Xzibit, Nate Dogg, Paul Rosenberg và D12. Bất chấp những tranh cãi sau khi phát hành, album vẫn nhận được sự hoan nghênh rộng rãi từ các nhà phê bình âm nhạc, những người ghi nhận khả năng viết lời của Eminem, khâu sản xuất của Dr. Dre và chiều sâu cảm xúc của album. Đĩa nhạc cũng gặt hái những thành tích vượt trội về mặt thương mại khi thống trị các bảng xếp hạng tại Úc, Áo, Canada, Đan Mạch, Phần Lan, Ireland, New Zealand và Vương quốc Anh, cũng như lọt vào top 10 ở hầu hết những quốc gia còn lại, bao gồm vươn đến top 5 ở nhiều thị trường lớn như Bỉ, Hà Lan, Pháp, Đức, Na Uy, Thụy Điển và Thụy Sĩ. Album ra mắt ở vị trí số một trên bảng xếp hạng Billboard 200 với 1.78 triệu bản, trở thành album quán quân đầu tiên của Eminem và đạt doanh số tuần đầu cao nhất trong lịch sử của một nghệ sĩ nam hát đơn tại Hoa Kỳ. The Marshall Mathers LP trải qua tám tuần liên tiếp ở ngôi vị đầu bảng, và được chứng nhận đĩa Kim cương bởi Hiệp hội Công nghiệp Ghi âm Hoa Kỳ (RIAA) với lượng đĩa xuất xưởng đạt trên mười triệu bản.
Ba đĩa đơn đã được phát hành từ The Marshall Mathers LP. "The Real Slim Shady" được chọn làm đĩa đơn mở đường và xuất hiện trong top 10 tại hơn 20 quốc gia, đồng thời đạt vị trí thứ tư trên bảng xếp hạng Billboard Hot 100 và chiến thắng giải Grammy ở hạng mục Trình diễn solo rap nam xuất sắc nhất. Đĩa đơn thứ hai "The Way I Am" đạt được những thành công tương đối, trong khi "Stan" đứng đầu các bảng xếp hạng ở nhiều thị trường nổi bật và là một trong những bài hát trứ danh của Eminem. Ngoài ra, "I'm Back", "Kill You" và "Bitch Please II" cũng được ra mắt dưới dạng đĩa đơn quảng bá. Trong những năm tiếp theo, album được xem như tác phẩm xuất sắc nhất sự nghiệp của nam rapper và lọt vào danh sách mọi thời đại của nhiều ấn phẩm và tổ chức âm nhạc, bao gồm 500 album vĩ đại nhất của Rolling Stone. The Marshall Mathers LP còn gặt hái nhiều giải thưởng và đề cử tại những lễ trao giải lớn, bao gồm chiến thắng giải Grammy cho Album rap xuất sắc nhất tại lễ trao giải thường niên lần thứ 43, bên cạnh đề cử cho Album của năm. Đĩa nhạc đã bán được hơn 25 triệu bản trên toàn cầu, trở thành một trong những album bán chạy nhất mọi thời đại.

## Danh sách bài hát
Thành phần thực hiện được trích từ ghi chú album và Tidal.
| The Marshall Mathers LP – Phiên bản tiêu chuẩn | The Marshall Mathers LP – Phiên bản tiêu chuẩn                           | The Marshall Mathers LP – Phiên bản tiêu chuẩn                                        | The Marshall Mathers LP – Phiên bản tiêu chuẩn | The Marshall Mathers LP – Phiên bản tiêu chuẩn |
| STT                                            | Nhan đề                                                                  | Sáng tác                                                                              | Sản xuất                                       | Thời lượng                                     |
| ---------------------------------------------- | ------------------------------------------------------------------------ | ------------------------------------------------------------------------------------- | ---------------------------------------------- | ---------------------------------------------- |
| 1.                                             | "Public Service Announcement 2000"                                       |                                                                                       |                                                | 0:25                                           |
| 2.                                             | "Kill You"                                                               | Marshall Mathers Andre Young Melvin Bradford                                          | Dr. Dre Mel-Man                                | 4:24                                           |
| 3.                                             | "Stan" (hợp tác với Dido)                                                | Mathers Dido Armstrong Mark James Paul Herman                                         | The 45 King Eminem [a]                         | 6:44                                           |
| 4.                                             | "Paul (skit)"                                                            |                                                                                       |                                                | 0:10                                           |
| 5.                                             | "Who Knew"                                                               | Mathers Young Bradford                                                                | Dr. Dre Mel-Man                                | 3:47                                           |
| 6.                                             | "Steve Berman (skit)"                                                    |                                                                                       |                                                | 0:53                                           |
| 7.                                             | "The Way I Am"                                                           | Mathers                                                                               | Eminem                                         | 4:50                                           |
| 8.                                             | "The Real Slim Shady"                                                    | Mathers Young Bradford Tommy Coster Mike Elizondo                                     | Dr. Dre Mel-Man                                | 4:44                                           |
| 9.                                             | "Remember Me?" (hợp tác với RBX và Sticky Fingaz)                        | Mathers Eric Collins Kirk Jones Young Bradford                                        | Dr. Dre Mel-Man                                | 3:38                                           |
| 10.                                            | "I'm Back"                                                               | Mathers Young Bradford                                                                | Dr. Dre Mel-Man                                | 5:09                                           |
| 11.                                            | "Marshall Mathers"                                                       | Mathers Jeffrey "Jeff" Bass Mark "Marky" Bass                                         | Eminem F.B.T.                                  | 5:21                                           |
| 12.                                            | "Ken Kaniff (skit)"                                                      |                                                                                       |                                                | 1:01                                           |
| 13.                                            | "Drug Ballad" (hợp tác với Dina Rae[b])                                  | Mathers J. Bass M. Bass                                                               | Eminem F.B.T.                                  | 5:00                                           |
| 14.                                            | "Amityville" (hợp tác với Bizarre)                                       | Mathers Rufus Johnson J. Bass M. Bass                                                 | Eminem F.B.T.                                  | 4:14                                           |
| 15.                                            | "Bitch Please II" (hợp tác với Dr. Dre, Snoop Dogg, Xzibit và Nate Dogg) | Mathers Young Calvin Broadus, Jr. Alvin Joyner Nathaniel Hale Elizondo                | Dr. Dre                                        | 4:48                                           |
| 16.                                            | "Kim"                                                                    | Mathers J. Bass M. Bass                                                               | F.B.T.                                         | 6:17                                           |
| 17.                                            | "Under the Influence" (hợp tác với D12)                                  | Mathers DeShaun Holton Johnson Ondre Moore Von Carlisle Denaun Porter J. Bass M. Bass | Eminem F.B.T.                                  | 5:21                                           |
| 18.                                            | "Criminal"                                                               | Mathers J. Bass M. Bass                                                               | Eminem F.B.T.                                  | 5:19                                           |
| Tổng thời lượng:                               | Tổng thời lượng:                                                         | Tổng thời lượng:                                                                      | Tổng thời lượng:                               | 72:17                                          |

| The Marshall Mathers LP – Phiên bản đặc biệt (bản nhạc bổ sung) | The Marshall Mathers LP – Phiên bản đặc biệt (bản nhạc bổ sung) | The Marshall Mathers LP – Phiên bản đặc biệt (bản nhạc bổ sung) | The Marshall Mathers LP – Phiên bản đặc biệt (bản nhạc bổ sung) | The Marshall Mathers LP – Phiên bản đặc biệt (bản nhạc bổ sung) |
| STT                                                             | Nhan đề                                                         | Sáng tác                                                        | Sản xuất                                                        | Thời lượng                                                      |
| --------------------------------------------------------------- | --------------------------------------------------------------- | --------------------------------------------------------------- | --------------------------------------------------------------- | --------------------------------------------------------------- |
| 19.                                                             | "The Kids"                                                      | Mathers J. Bass M. Bass Steve King                              | Eminem F.B.T.                                                   | 5:06                                                            |
| Tổng thời lượng:                                                | Tổng thời lượng:                                                | Tổng thời lượng:                                                | Tổng thời lượng:                                                | 77:23                                                           |

| The Marshall Mathers LP – Phiên bản giới hạn (đĩa kèm theo) | The Marshall Mathers LP – Phiên bản giới hạn (đĩa kèm theo) | The Marshall Mathers LP – Phiên bản giới hạn (đĩa kèm theo) | The Marshall Mathers LP – Phiên bản giới hạn (đĩa kèm theo) | The Marshall Mathers LP – Phiên bản giới hạn (đĩa kèm theo) |
| STT                                                         | Nhan đề                                                     | Sáng tác                                                    | Sản xuất                                                    | Thời lượng                                                  |
| ----------------------------------------------------------- | ----------------------------------------------------------- | ----------------------------------------------------------- | ----------------------------------------------------------- | ----------------------------------------------------------- |
| 1.                                                          | "The Real Slim Shady (không lời)"                           |                                                             | Dr. Dre Mel-Man                                             | 4:44                                                        |
| 2.                                                          | "The Way I Am (không lời)"                                  |                                                             | Eminem                                                      | 4:51                                                        |
| 3.                                                          | "Stan (không lời)"                                          |                                                             | The 45 King Eminem [a]                                      | 6:49                                                        |
| 4.                                                          | "The Kids (bản chưa kiểm duyệt)"                            | Mathers J. Bass M. Bass King                                | Eminem F.B.T.                                               | 5:06                                                        |
| 5.                                                          | "The Way I Am (Danny Lohner Remix)" (với Marilyn Manson)    | Mathers Brian Warner                                        | Eminem Danny Lohner [c]                                     | 4:53                                                        |
| Tổng thời lượng:                                            | Tổng thời lượng:                                            | Tổng thời lượng:                                            | Tổng thời lượng:                                            | 103:46                                                      |

| The Marshall Mathers LP – Phiên bản giới hạn (đĩa kèm theo – video bổ sung) | The Marshall Mathers LP – Phiên bản giới hạn (đĩa kèm theo – video bổ sung) | The Marshall Mathers LP – Phiên bản giới hạn (đĩa kèm theo – video bổ sung) | The Marshall Mathers LP – Phiên bản giới hạn (đĩa kèm theo – video bổ sung) |
| STT                                                                         | Nhan đề                                                                     | Đạo diễn                                                                    | Thời lượng                                                                  |
| --------------------------------------------------------------------------- | --------------------------------------------------------------------------- | --------------------------------------------------------------------------- | --------------------------------------------------------------------------- |
| 6.                                                                          | "The Real Slim Shady (video ca nhạc) (bản cắt của đạo diễn)"                | Dr. Dre Philip Atwell                                                       | 4:29                                                                        |
| 7.                                                                          | "The Way I Am (video ca nhạc) (bản LP)"                                     | Paul Hunter                                                                 | 5:01                                                                        |
| 8.                                                                          | "Stan (video ca nhạc) (bản cắt của đạo diễn)"                               | Dr. Dre Atwell                                                              | 8:08                                                                        |
| Tổng thời lượng:                                                            | Tổng thời lượng:                                                            | Tổng thời lượng:                                                            | 117:24                                                                      |

Ghi chú
- ^[a]  nghĩa là đồng sản xuất
- ^[b]  Dina Rae không được ghi nhận
- ^[c]  nghĩa là người phối lại

## Xếp hạng
| Bảng xếp hạng (2000–2002)                | Vị trí cao nhất |
| ---------------------------------------- | --------------- |
| Album Úc (ARIA)                          | 1               |
| Album Úc Urban (ARIA)                    | 1               |
| Album Áo (Ö3 Austria)                    | 1               |
| Album Bỉ (Ultratop Vlaanderen)           | 1               |
| Album Bỉ (Ultratop Wallonie)             | 3               |
| Album Canada (Billboard)                 | 1               |
| Album Canada R&B (Nielsen SoundScan)     | 1               |
| Album Đan Mạch (Hitlisten)               | 1               |
| Album Hà Lan (Album Top 100)             | 2               |
| Album Châu Âu (Music & Media)            | 1               |
| Album Phần Lan (Suomen virallinen lista) | 1               |
| Album Pháp (SNEP)                        | 2               |
| Album Đức (Offizielle Top 100)           | 3               |
| Album Hy Lạp (IFPI Greece)               | 1               |
| Album Hungaria (MAHASZ)                  | 3               |
| Album Ireland (IRMA)                     | 1               |
| Album Ý (FIMI)                           | 7               |
| Album Nhật Bản (Oricon)                  | 52              |
| Album New Zealand (RMNZ)                 | 1               |
| Album Na Uy (VG-lista)                   | 3               |
| Album Ba Lan (ZPAV)                      | 9               |
| Album Bồ Đào Nha (AFP)                   | 2               |
| Album Nam Phi (RISA)                     | 1               |
| Album Tây Ban Nha (AFYVE)                | 6               |
| Album Thụy Điển (Sverigetopplistan)      | 2               |
| Album Thụy Sĩ (Schweizer Hitparade)      | 2               |
| Album Anh Quốc (OCC)                     | 1               |
| Album Anh Quốc R&B (OCC)                 | 1               |
| Album Hoa Kỳ Billboard 200               | 1               |
| Album Hoa Kỳ Top R&B/Hip-Hop (Billboard) | 1               |
| Album Hoa Kỳ Top Catalog (Billboard)     | 1               |

| Bảng xếp hạng (2000)                         | Vị trí |
| -------------------------------------------- | ------ |
| Album Úc (ARIA)                              | 30     |
| Album Áo (Ö3 Austria)                        | 12     |
| Album Bỉ (Ultratop Flanders)                 | 9      |
| Album Bỉ (Ultratop Wallonia)                 | 12     |
| Album Canada (Nielsen SoundScan)             | 1      |
| Album Đan Mạch (Hitlisten)                   | 20     |
| Album Hà Lan (Album Top 100)                 | 5      |
| Album Châu Âu (Music & Media)                | 4      |
| Album Pháp (SNEP)                            | 10     |
| Album Đức (Offizielle Top 100)               | 12     |
| Album New Zealand (RMNZ)                     | 9      |
| Album Na Uy (VG-lista)                       | 5      |
| Album Na Uy Mùa Xuân (VG-lista)              | 8      |
| Album Na Uy Mùa Hè (VG-lista)                | 1      |
| Album Hàn Quốc Quốc tế (MIAK)                | 41     |
| Album Thụy Điển Tổng hợp (Sverigetopplistan) | 3      |
| Album Thụy Sĩ (Schweizer Hitparade)          | 12     |
| Album Anh Quốc (OCC)                         | 3      |
| Hoa Kỳ Billboard 200                         | 3      |
| Hoa Kỳ Top R&B/Hip-Hop Albums (Billboard)    | 2      |
| Album Toàn cầu (IFPI)                        | 2      |

| Bảng xếp hạng (2001)                         | Vị trí |
| -------------------------------------------- | ------ |
| Album Úc (ARIA)                              | 12     |
| Album Úc Hip-Hop/R&B (ARIA)                  | 3      |
| Album Áo (Ö3 Austria)                        | 7      |
| Album Bỉ (Ultratop Flanders)                 | 9      |
| Album Bỉ (Ultratop Wallonia)                 | 9      |
| Album Canada (Nielsen SoundScan)             | 107    |
| Album Canada R&B (Nielsen SoundScan)         | 25     |
| Album Canada Rap (Nielsen SoundScan)         | 12     |
| Album Đan Mạch (Hitlisten)                   | 46     |
| Album Hà Lan (Album Top 100)                 | 44     |
| Album Châu Âu (Music & Media)                | 5      |
| Album Pháp (SNEP)                            | 58     |
| Album Đức (Offizielle Top 100)               | 24     |
| Album Ý (FIMI)                               | 40     |
| Album New Zealand (RMNZ)                     | 24     |
| Album Tây Ban Nha (AFYVE)                    | 37     |
| Album Thụy Điển (Sverigetopplistan)          | 90     |
| Album Thụy Sĩ (Schweizer Hitparade)          | 17     |
| Album Anh Quốc (OCC)                         | 40     |
| Hoa Kỳ Billboard 200                         | 72     |
| Hoa Kỳ Top R&B/Hip-Hop Albums (Billboard)    | 65     |
| Bảng xếp hạng (2002)                         | Vị trí |
| Album Úc Hip-Hop/R&B (ARIA)                  | 12     |
| Album Canada Alternative (Nielsen SoundScan) | 87     |
| Album Canada R&B (Nielsen SoundScan)         | 50     |
| Album Canada Rap (Nielsen SoundScan)         | 26     |
| Bảng xếp hạng (2003)                         | Vị trí |
| Album Úc Hip-Hop/R&B (ARIA)                  | 16     |
| Album Đức (Offizielle Top 100)               | 74     |
| Album Anh Quốc (OCC)                         | 169    |
| Bảng xếp hạng (2011)                         | Vị trí |
| Hoa Kỳ Billboard 200                         | 199    |
| Hoa Kỳ Catalog Albums (Billboard)            | 16     |
| Bảng xếp hạng (2014)                         | Vị trí |
| Hoa Kỳ Catalog Albums (Billboard)            | 28     |
| Bảng xếp hạng (2019)                         | Vị trí |
| Album Úc Hip-Hop/R&B (ARIA)                  | 72     |
| Album New Zealand (RMNZ)                     | 43     |
| Bảng xếp hạng (2022)                         | Vị trí |
| Album Bỉ (Ultratop Flanders)                 | 197    |
| Album Lithuania (AGATA)                      | 69     |
| Album Thụy Điển (Sverigetopplistan)          | 74     |
| Bảng xếp hạng (2023)                         | Vị trí |
| Album Bỉ (Ultratop Flanders)                 | 175    |
| Bảng xếp hạng (2024)                         | Vị trí |
| Album Bỉ (Ultratop Flanders)                 | 184    |

| Bảng xếp hạng (2000–2009)                 | Vị trí |
| ----------------------------------------- | ------ |
| Album Úc (ARIA)                           | 79     |
| Album Áo (Ö3 Austria)                     | 50     |
| Album Hà Lan (Album Top 100)              | 63     |
| Album Anh Quốc (OCC)                      | 16     |
| Hoa Kỳ Billboard 200                      | 7      |
| Hoa Kỳ Top Hip-Hop/R&B Albums (Billboard) | 2      |

| Bảng xếp hạng        | Vị trí |
| -------------------- | ------ |
| Album Anh Quốc (OCC) | 55     |

## Chứng nhận
| Quốc gia | Chứng nhận   | Số đơn vị/doanh số chứng nhận |
| --- | ------------ | ----------------------------- |
| Argentina (CAPIF) | Vàng         | 38,000                        |
| Úc (ARIA) | 7× Bạch kim  | 490.000‡                      |
| Áo (IFPI Áo) | Bạch kim     | 50.000*                       |
| Bỉ (BEA) | 2× Bạch kim  | 100.000*                      |
| Brasil (Pro-Música Brasil) | Vàng         | 100.000*                      |
| Canada (Music Canada) | 8× Bạch kim  | 800.000^                      |
| Trung Mỹ (CFC) | Bạch kim     |                               |
| Đan Mạch (IFPI Đan Mạch) | 6× Bạch kim  | 120.000‡                      |
| Phần Lan (Musiikkituottajat) | Bạch kim     | 40,055                        |
| Pháp (SNEP) | 2× Bạch kim  | 600.000*                      |
| Đức (BVMI) | 3× Bạch kim  | 1.500.000‡                    |
| Hy Lạp (IFPI Hy Lạp) | Vàng         | 15.000^                       |
| Hungary (Mahasz) | Vàng         | 10,000^                       |
| Italy Doanh số năm 2000-2001 | —            | 200,000                       |
| Ý (FIMI) Doanh số từ năm 2009 | Bạch kim     | 50.000‡                       |
| Nhật Bản (RIAJ) | Bạch kim     | 200.000^                      |
| México (AMPROFON) | Bạch kim     | 150.000^                      |
| Hà Lan (NVPI) | Bạch kim     | 80.000^                       |
| New Zealand (RMNZ) | 5× Bạch kim  | 75.000^                       |
| Na Uy (IFPI) | 2× Bạch kim  | 100.000*                      |
| Ba Lan (ZPAV) | Bạch kim     | 100.000*                      |
| Nam Phi (RISA) | 2× Bạch kim  | 100.000*                      |
| Hàn Quốc (KMCA) | —            | 106,486                       |
| Tây Ban Nha (PROMUSICAE) | Bạch kim     | 100.000^                      |
| Thụy Điển (GLF) | 2× Bạch kim  | 160.000^                      |
| Thụy Sĩ (IFPI) | 4× Bạch kim  | 200.000^                      |
| Anh Quốc (BPI) | 9× Bạch kim  | 2.700.000‡                    |
| Hoa Kỳ (RIAA) | 12× Bạch kim | 12,540,000                    |
| Tổng hợp |              |                               |
| Châu Âu (IFPI) | 6× Bạch kim  | 6.000.000*                    |
| Toàn cầu | —            | 25,000,000                    |
| * Chứng nhận dựa theo doanh số tiêu thụ. ^ Chứng nhận dựa theo doanh số nhập hàng. ‡ Chứng nhận dựa theo doanh số tiêu thụ và phát trực tuyến. |              |                               |